# Сапега, Николай Кшиштоф
Николай Кшиштоф Сапега (пол. Mikołaj Krzysztof Sapieha, бел. Мікалай Крыштаф Сапега, 1613 — 2 июня 1639, Вильно) — государственный деятель Великого княжества Литовского, староста вильковский, польный писарь литовский (1639).

## Биография
Представитель чарейско-ружанской линии магнатского рода Сапег герба «Лис», единственный сын писаря великого литовского Кшиштофа Стефана Сапеги (1590—1627) и Анны Головчинской (ум. 1643).
После смерти своего отца в 1627 году Николай Кшиштоф воспитывался дядей Александром Даждьбогом Сапегой. В 1634 году учился в коллегиуме имени Б. Новодворского в Кракове.
В 1638 году был избран послом в Литовский Трибунал, а в 1639 году получил должность писаря польного литовского. Скончался 2 июня 1639 года в Вильно, возможно, был отравлен своей женой.

## Семья
Был женат на Сюзанне Гонсевской (ум. 1660), дочери воеводы смоленского Александра Корвина-Гонсевского и Евы Пац. Дети:
- Ежи (Юрий) Сапега (ум. до 1652), полковник королевский

После смерти Николая Кшиштофа Сапеги его вдова Сюзанна вторично вышла замуж за каштеляна трокского Яна Ансельма Вильчека.